# Пуаро Агати Крісті
«Пуаро Агати Крісті» (англ. Agatha Christie's Poirot) — британський детективний телесеріал за творами англійської письменниці Агати Крісті про бельгійця Еркюля Пуаро. Головну роль зіграв Девід Суше.
Серіал знімався з 1989 року за порадою доньки Агати Крісті Розалінди Гікс. З 9 червня 2013 року на каналі ITV, стартував заключний, 13-й сезон, який складається з 5 двогодинних фільмів.

## Сюжет
У Лондоні, у своїй квартирі, яка також є і робочим кабінетом, вже багато років працює емігрант з Бельгії, колишній поліцейський Еркюль Пуаро. Разом зі своїм напарником Артуром Гастінгсом і секретаркою міс Фелісіті Лемон він займається приватним розшуком, розслідуючи ті чи інші події, у зв'язку з якими до нього звертаються його клієнти. Нерідко замовником Пуаро стає старший інспектор поліції Джеймс Джеп, якщо у нього виникають проблеми з розслідуванням справи.

## Історія створення
Кандидат на роль Пуаро був обраний одразу. Істман, який був знайомий з Девідом Суше ще з часу своєї першої роботи — серіалу «Блот на природі», нікого крім нього і не бачив у цій ролі. 
Девід Суше відповідально підійшов до створення образу Пуаро. Він вивчав історію Бельгії, щоб зрозуміти, в якому середовищі виховувався й ріс його герой. «Коли мені запропонували зіграти Еркюля Пуаро, — говорив актор, — я виконав величезну ретельну роботу. Я прочитав усі романи й оповідання, а також подивився, як інші втілювали його на екрані. У деяких постановках, на жаль, він постає як блазень, клоун … ». Девіду довелося найняти викладача і почати старанно перекручувати свою англійську мову, щоб домогтися елегантного легкого акценту.
Клайв Екстон в партнерстві з продюсером Браяном Істманом адаптували пілотний епізод, а потім двадцять історій за період між 1989 і 2001 роками, поряд з численними короткими історіями. Основний сценарист Екстон адаптував романи «Вбивства за алфавітом» і більш спірний «Вбивство Роджера Екройда». Його погляд на адаптацію був описаний як «винахідливий» за свою драматичну зарозумілість, за спробу інтерпретувати розв'язку, яка спирається на першу персону-оповідача, але вона не отримала похвали від критиків.
Ентоні Горовіц, інший сценарист серіалу, адаптував три романи й дев’ять оповідань, у той час як комік і письменник Марк Гетіс написав сценарії до двох епізодів, а також був запрошеним актором у серіалі, виконуючи роль Пітера Фленнері.
Починаючи з епізодів, які транслювалися у 2000 році, відбулося помітне скорочення гумору в серіалі. Крім того, музика в початкових титрах і самі титри зазнали змін, музика стала похмурішою. Це було зроблено для того, щоб наочніше продемонструвати похмуріші історії в сюжеті.
У епізодах, що вийшли 2003 року, зазнав скорочення акторський ансамбль. Із серіалу зникли персонажі Фрейзера, Джексона і Моран, які були в більшості попередніх епізодів. Відсутність персонажів (Гастінгса, інспектора Джеппа і міс Лемон) узгоджується з книгами, на яких заснований серіал.
Його прем'єра відбулася 8 січня 1989 року на каналі ITV. Ідею екранізувати романи про детектива подала продюсерові Браяну Істманові дочка Агати Крісті Розалінда Гікс. На цей час вийшло 13 сезонів, загало́м 70 епізодів.

## Основні дійові особи
| Персонаж                    | Сезон         | Сезон         | Сезон         | Сезон         | Сезон         | Сезон         | Сезон         | Сезон         | Сезон      | Сезон          | Сезон          | Сезон          | Сезон          |
| Персонаж                    | 1             | 2             | 3             | 4             | 5             | 6             | 7             | 8             | 9          | 10             | 11             | 12             | 13             |
| --------------------------- | ------------- | ------------- | ------------- | ------------- | ------------- | ------------- | ------------- | ------------- | ---------- | -------------- | -------------- | -------------- | -------------- |
| Еркюль Пуаро                | Девід Суше    | Девід Суше    | Девід Суше    | Девід Суше    | Девід Суше    | Девід Суше    | Девід Суше    | Девід Суше    | Девід Суше | Девід Суше     | Девід Суше     | Девід Суше     | Девід Суше     |
| Артур Гастінгз              | Г'ю Фрейзер   | Г'ю Фрейзер   | Г'ю Фрейзер   | Г'ю Фрейзер   | Г'ю Фрейзер   | Г'ю Фрейзер   | Г'ю Фрейзер   | Г'ю Фрейзер   |            |                |                |                | Г'ю Фрейзер    |
| Старший інспектор Джепп     | Філіп Джексон | Філіп Джексон | Філіп Джексон | Філіп Джексон | Філіп Джексон | Філіп Джексон | Філіп Джексон | Філіп Джексон |            |                |                |                | Філіп Джексон  |
| Міс Фелісіті Лемон          | Полін Моран   | Полін Моран   | Полін Моран   |               | Полін Моран   | Полін Моран   | Полін Моран   | Полін Моран   |            |                |                |                | Полін Моран    |
| Детиктив інспектор Джеймсон | Джон Кордінг  | Джон Кордінг  |               |               |               |               |               |               |            |                |                |                |                |
| Сержант Кумб                |               |               |               |               |               | Стів Деланей  |               |               |            | Дейл Рейплі    |                |                |                |
| Аріадна Олівер              |               |               |               |               |               |               |               |               |            | Зої Вонамейкер | Зої Вонамейкер | Зої Вонамейкер | Зої Вонамейкер |
| Джордж                      |               |               |               |               |               |               |               |               |            | Девід Йеленд   | Девід Йеленд   | Девід Йеленд   | Девід Йеленд   |

## Епізоди
Планувалося, що 10 сезон стане останнім, але численні прохання шанувальників переконали режисерів серіалу і Девіда Суше продовжити зйомки. Було оголошено, що буде знятий 11-й сезон, який стане останнім. Попри це, після закінчення 11 сезону знімання продовжили, і вийшов 12-й сезон. 
13 березня 2011 року стало відомо, що проєкт закривається через проблеми з фінансуванням [4]. 14 листопада 2011 року компанія ITV підтвердила, що у 2012 році запускає у виробництво 5 останніх фільмів про Еркюля Пуаро за романами Агати Крісті:
- Слони вміють пам'ятати / (англ. Elephants Can Remember, 1972)
- Велика четвірка / (англ. The Big Four, 1927)
- Дурість мерця / (англ. Dead Man's Folly, 1956)
- Подвиги Геракла (збірка) / (англ. The labours of Hercules, 1947)
- Завіса / (англ. Curtain: Poirot's Last Case, 1975)

За 13 сезонів Пуаро розслідував переважно вбивства. Розслідування відбувалися в старовинних маєтках і курортних готелях, у літаку, на пароплаві, в поїзді, в Англії, Франції, Бельгії, Єгипті, Іраку, Сирії, Греції, Аргентині, Югославії. Одночасно з цим розвивалося особисте життя головних персонажів телесеріалу. 
Музику до серіалу написав Крістофер Ганнінг, який пізніше був удостоєний номінації на премію Ivor Novello за найкращу музику.

## У ролях
- Девід Суше (англ. David Suchet) — Еркюль Пуаро (70 серій, 1989–2013)
- Г'ю Фрейзер (англ. Hugh Fraser) — капітан Артур Гастінгс (43 серії, 1989–2013)
- Філіп Джексон (англ. Philip Jackson) — старший інспектор Джепп (40 серій, 1989–2013)
- Полін Моран (англ. Pauline Moran) — Міс Фелисіті Лемон (32 серії, 1989–2013)
- Зої Вонамейкер (англ. Zoë Wanamaker) — Аріадна Олівер (6 серій, 2005–2013)
- Девід Йеленд (англ. David Yelland) — Джордж (7 серій, 1989–2013)

## Нагороди
У 1989 році серіал номінували на 4 премії BAFTA в категоріях «Найкраща графіка», «Найкращий дизайн», «Найкращий дизайн костюмів», і «Найкраща оригінальна музика в телешоу», вигравши всі, крім номінації за найкращий дизайн. Він також був номінований за найкращий драматичний серіал у 1990 році та 1991 році, а Девіда Суше номінували на найкращу чоловічу роль у телесеріалі у 1991 році. У період між 1989–1991 роками серіал отримав понад 20 номінацій. Девіда Суше три роки поспіль (з 1989 по 1992) номінували на премію BAFTA за роль Пуаро, але жодного разу її не отримав. Всього телесеріал отримав 4 премії BAFTA, четверту отримав Г'ю Фрейзер за виконання ролі Гастінгса.

## Трансляція в Україні
В Україні серіал транслювався на каналах «Перший», «Суспільне Культура», «Київ», «СТБ», «Інтер», «НТН» та «Ентер-фільм».

## Українське закадрове озвучення
В Україні існують два закадрових дублювання українською: (Так Треба Продакшн та Суспільне мовлення). Ролі дублювали: Владислав Пупков, Анатолій Пашнін, Олесь Гімбаржевський, Михайло Войчук, Володимир Терещук, Людмила Чиншева, Олена Бліннікова та Олена Узлюк.